# The Art of War (EP)
The Art of War je EP polské deathmetalové skupiny Vader. Vyšlo 14. listopadu 2005, v Evropě pod Regain Records a v Polsku pod Mystic Production. Japonskou verzi s bonusovou skladbou „Die!!!! (Giń Psie)“ vydalo 23. listopadu 2005 vydavatelství Avalon Marquee.
Nahrávání The Art of War se uskutečnilo na začátku roku 2005 ve studiu Hertz v polském Bělostoku. K albu vznikla série fotografií, pořízených v Błędowské poušti, ke skladbě „This is the War“ byl pod taktovkou producenta a režiséra Arkadiusze Jurcana natočen videoklip. Výjevy z něj byly použity v bookletu a na přebalu alba. Jedná se o první studiovou nahrávku skupiny, na které se kytarista Maurycy „Mauser“ Stefanowicz podílel na psaní skladeb.
Instrumentální intra „Para Bellum“ a „Banners on the Wind“ složil Krzysztof „Siegmar“ Oloś ze symfonické blackmetalové kapely Vesania. Jsou věnována Krzysztofovi Raczkowskému, bývalému bubeníkovi Vader, který zemřel tři měsíce před vydáním EP.

## Seznam skladeb
| Pořadí         | Název                                                     | Hudba               | Text            | Délka |
| -------------- | --------------------------------------------------------- | ------------------- | --------------- | ----- |
| 1.             | Para Bellum (instrumentalní)                              | Krzysztof Oloś      |                 | 1:26  |
| 2.             | This Is the War                                           | Piotr Wiwczarek     | Piotr Wiwczarek | 2:49  |
| 3.             | Lead Us!!!                                                | Maurycy Stefanowicz | Piotr Wiwczarek | 3:16  |
| 4.             | Banners on the Wind (instrumentalní)                      | Krzysztof Oloś      |                 | 0:49  |
| 5.             | What Colour Is Your Blood?                                | Piotr Wiwczarek     | Piotr Wiwczarek | 3:58  |
| 6.             | Death in Silence                                          | Piotr Wiwczarek     | Piotr Wiwczarek | 2:12  |
| 7.             | This Is the War (bonusový videoklip na CD-ROMu)           | Piotr Wiwczarek     | Piotr Wiwczarek | 2:54  |
| 8.             | This Is the War (War Mix) (bonusový videoklip na CD-ROMu) | Piotr Wiwczarek     | Piotr Wiwczarek | 2:54  |
| Celková délka: | Celková délka:                                            | Celková délka:      | Celková délka:  | 14:31 |

| Pořadí | Název              | Délka |
| ------ | ------------------ | ----- |
| 6.     | Die!!!! (Giń Psie) | 2:53  |

## Sestava
Vader
- Piotr „Peter“ Wiwczarek – zpěv, kytary, baskytara
- Maurycy „Mauser“ Stefanowicz – kytary
- Marcin „Novy“ Nowak – baskytara (uveden, ale na albu se nepodílel)
- Darek „Daray“ Brzozowski – bicí

Hosté
- Krzysztof „Siegmar“ Oloś – klávesy